# شرلی کاولی
شرلی کاولی (انگلیسی: Shirley Cawley؛ زادهٔ ۲۶ آوریل ۱۹۳۲) ورزشکار دو و میدانی اهل بریتانیا است.